# Шкала Кинси
«Шкала Кинси» — попытка измерить сексуальную ориентацию людей по шкале от нуля (исключительно гетеросексуальная ориентация) до 6 (исключительно гомосексуальная ориентация). Она была впервые опубликована в книге «Половое поведение самца человека» в 1948 году, написанной зоологом и сексологом Альфредом Кинси в соавторстве с Уорделлом Помероем и другими, и была также представлена в дополняющей работе Кинси и сотрудников «Половое поведение самки человека», опубликованной в 1953 году. В обеих работах была также использована дополнительная оценка «X», обозначающая «асексуальность».

## История
Альфред Кинси, создатель шкалы Кинси, известен как «отец сексуальной революции». Шкала Кинси была создана для того, чтобы продемонстрировать, что сексуальность не укладывается в две строгие категории: гомосексуалы и гетеросексуалы. Вместо этого Кинси считал, что сексуальность текуча и подвержена изменениям с течением времени.
Вместо того чтобы использовать социокультурные ярлыки, Кинси в первую очередь использовал оценки поведения, чтобы оценить людей по шкале. Первая рейтинговая шкала Кинси имела тридцать категорий, которые представляли тридцать различных тематических исследований, но его окончательная шкала имеет только семь категорий. Более 8000 интервью были скоординированы на протяжении всего его исследования.

## Шкала
Шкала Кинси колеблется от 0 для тех опрошенных, у которых были желания и/или сексуальные переживания исключительно с противоположным полом, до 6 для тех, у кого сексуальные желания и/или переживания были исключительно с их же полом, и 1-5 для тех, у кого были различные уровни желания или переживания с обоими полами, включая «случайное» желание сексуальной активности с одним и тем же полом. В нём не указывалось, «идентифицируются» ли они как гетеросексуальные, бисексуальные или гомосексуальные.
Шкала имеет следующий вид:
| 0 | Исключительная гетеросексуальность                                             |
| 1 | Преимущественная гетеросексуальность, единичные проявления гомосексуальности   |
| 2 | Преимущественная гетеросексуальность, неслучайные проявления гомосексуальности |
| 3 | Пансексуальность                                                               |
| 4 | Преимущественная гомосексуальность, неслучайные проявления гетеросексуальности |
| 5 | Преимущественная гомосексуальность, единичные проявления гетеросексуальности   |
| 6 | Исключительная гомосексуальность                                               |
| X | Асексуальность                                                                 |

Представляя эту шкалу, Кинси писал:

Мужчины не представляют две отдельные субпопуляции — строго гетеросексуальную и строго гомосексуальную. Мир не делится на агнцев и козлищ. Фундаментальный принцип таксономии состоит в том, что в природе редко наблюдаются дискретные категории. Живая природа — это континуум во всех и каждом из своих аспектов.

Подчёркивая непрерывность градаций между исключительно гетеросексуальными и исключительно гомосексуальными личными историями, мы в то же время сочли желательным разработать некий способ классификации, который мог бы базироваться на относительном количестве гетеросексуального и гомосексуального опыта или ответа на опыт в каждой истории… Индивидууму может быть приписана конкретная точка на этой шкале в каждый конкретный период его жизни… Семиточечная шкала более точно приближается к тому, чтобы отразить большое количество градаций, которые существуют в реальности.
Кинси признал, что семь категорий шкалы не могут полностью охватить сексуальность каждого человека. Он писал, что «следует признать, что реальность включает в себя индивидов каждого промежуточного типа, лежащих в континууме между двумя крайностями и между каждой категорией на шкале». Хотя социологи Мартин Вайнберг и Колин Уильямс пишут, что, в принципе, люди, которые занимают где-то от 1 до 5, могут считаться бисексуальными, Кинси не любил использование термина бисексуал для описания людей, которые занимаются сексуальной активностью как с мужчинами, так и с женщинами, предпочитая использовать бисексуал в его первоначальном, биологическом смысле как гермафродит. Он утверждал: «до тех пор, пока не будет доказано, что вкус в сексуальном отношении зависит от индивида, содержащего в своей анатомии как мужские, так и женские структуры, или мужские и женские физиологические способности, не следует называть таких индивидов бисексуальными». Психолог Джим Макнайт пишет, что в то время как идея о том, что бисексуальность является формой сексуальной ориентации, промежуточной между гомосексуальностью и гетеросексуальностью, неявно присутствует в шкале Кинси. Эта концепция была «серьезно оспорена» со времени публикации гомосексуальности (1978) Вайнбергом и психологом Аланом Беллом.

## Научные находки

### Отчёты Кинси
Отчеты Кинси — это две опубликованные работы: «сексуальное поведение у мужчины-человека» (1948) и «сексуальное поведение у женщины-человека» (1953). В этих докладах обсуждаются сексуальные влечения, поведение и развитие мужчин и женщин. Данные для оценки участников берутся из их «психосексуальных реакций и / или явного опыта» в отношении сексуального влечения и активности с теми же и противоположными полами. Включение психосексуальных реакций позволяет человеку с меньшим сексуальным опытом равняться по рангу с человеком с большим сексуальным опытом.

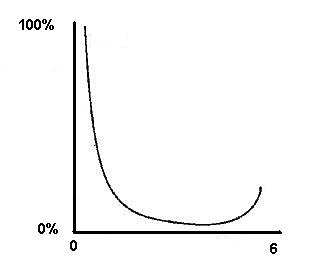
Рис.1. Вид распределения мужчин по сексуальным ориентациям. Ордината: доля мужчин с данной ориентацией, абсцисса — сексуальная ориентация по Кинси

- Мужчины: 11,6 % белых мужчин в США в возрасте от 20 до 35 были оценены как «3» (в равной степени гомосексуальные и гетеросексуальные) в этот период их жизни[12]. Исследование также сообщило, что 10 % опрошенных американских мужчин были «более или менее исключительно гомосексуалистами в течение, по крайней мере, трех лет в возрасте от 16 до 55 лет» (в диапазоне от 5 до 6).
- Женщины: 7 % одиноких женщин в США в возрасте от 20 до 35 и 4 % замужних женщин в возрасте от 20 до 35 были оценены как «3» (в равной степени гомосексуальные и гетеросексуальные) в этот период их жизни[13].

От 2 до 6 % женщин в возрасте от 20 до 35 были оценены как «5» (преимущественно гомосексуальные) и от 1 до 3 % незамужних женщин в возрасте от 20 до 35 были оценены как «6» (исключительно гомосексуальные).
Результаты, полученные в исследовании «сексуальное поведение у женщины-человека», показывают большее число мужчин, склоняющихся к гомосексуальности, чем у женщин. Кинси утверждает, что результат противоречит сообщениям о том, что женщины имеют больше гомосексуальных наклонностей, чем мужчины. Он утверждает, что такие сообщения связаны с «желаемым мнением со стороны таких гетеросексуальных мужчин».

### Современные данные
Исследования, проведённые в начале 1990-х годов с США в рамках проекта General Social Survey, дали существенно меньшие доли респондентов, идентифицирующих себя в качестве гомосексуалов или бисексуалов: по данным исследования таких среди мужчин оказалось 3,3 %, среди женщин — 2,3 %.
Кинси также не определил вид распределения индивидов по определённой им шкале: работы в этой области появились в 90-х годах XX века при изучении генетических предпосылок гомосексуальности. Оказалось, что если для мужчин распределение является бимодальным (J-образным), с максимумами у крайних отметок шкалы Кинси, то для женщин характерен резкий максимум у гетеросексуального края шкалы (рейтинг 0) со спадом к полной гомосексуальности (L-образное распределение). Утверждается, что это ставит под сомнение — по крайней мере с точки зрения популяционной генетики — тезис Кинси о том, что «мужчины не представляют две отдельные субпопуляции».

## Влияние
Американский сексолог Хани Милетски по аналогии со шкалой Кинси предлагает использовать шкалу зоосексуальности. Согласно этой концепции, каждый человек в той или иной степени зоосексуален.